# Krzywda (Pasturka)
Krzywda – przysiółek wsi Pasturka w Polsce, położony w województwie świętokrzyskim, w powiecie pińczowskim, w gminie Pińczów.
W latach 1975–1998 przysiółek administracyjnie należał do województwa kieleckiego.